# Emmanuel Ihemeje
Chiebuka Emmanuel Ihemeje (Carrara, 9 ottobre 1998) è un triplista italiano, i cui primati di 17,29 m e 17,26 m rientrano tra le migliori prestazioni italiane nel salto triplo rispettivamente all'aperto e indoor.

## Biografia
Nato a Carrara da genitori nigeriani di etnia Ibo, è cresciuto a Zingonia, in provincia di Bergamo. Ha iniziato a praticare l'atletica leggera all'età di undici anni nelle file dell'Atletica Estrada. Passato all'Atletica Cento Torri Pavia nel 2014, nel 2017 ha preso parte agli Europei under 20 di Grosseto, piazzandosi in sesta posizione nel salto triplo.
Nel 2019 si è trasferito con la famiglia a Los Angeles, negli Stati Uniti, grazie a una borsa di studio dell'Università statale della California arrivata dopo le sue ottime prestazioni nel salto triplo. A causa della pandemia di COVID-19, che gli ha impedito di allenarsi regolarmente, si è trasferito all'Università dell'Oregon, a Eugene, per la quale nel 2021 ha conquistato il titolo di campione NCAA sia indoor che outdoor, rispettivamente con un salto di 17,26 m (pareggiando la sesta prestazione di sempre per un atleta di college) e 17,14 m, validi anche per la qualificazione ai Giochi olimpici di Tokyo 2020. Queste stesse misure sono entrate nella lista delle dieci migliori prestazioni italiane di sempre nel salto triplo sia indoor che outdoor. Dal 2021 è tornato a vestire la maglia dell'Atletica Estrada.
Ai Giochi di Tokyo 2020 si è qualificato per la sua prima finale olimpica, insieme al connazionale Andrea Dallavalle, con un salto di 16,88 m. In finale non è riuscito tuttavia ad andare oltre la misura di 16,52 m, che lo ha classificato all'undicesimo posto dopo tre salti.
Nel 2022 si riconferma campione indoor NCAA e conquista il secondo posto nella competizione outdoor. A maggio entra nel gruppo sportivo dell'Aeronautica. Ai mondiali di Oregon 2022, disputati presso l'Hayward Field (pista di casa della sua società di college, gli Oregon Ducks), giunge al quinto posto con un salto ventoso di 17,17 m, dopo essersi qualificato per la finale con un salto regolare di 17,13 m.
Nell'ottobre 2022 annuncia l'intenzione di lasciare la società di college per intraprendere la carriera da professionista. Il successivo 15 aprile durante la competizione Mt. SAC Relays fa segnare la misura di 17,47 m in condizioni ventose e 17,29 m in condizioni regolari, quest'ultima quinta prestazione italiana di sempre.

## Progressione

### Salto triplo
| Stagione | Misura  | Luogo    | Data      | Rank. Mond. |
| -------- | ------- | -------- | --------- | ----------- |
| 2023     | 17,29 m | Walnut   | 15-4-2023 |             |
| 2022     | 17,20 m | Monaco   | 15-8-2022 | 12º         |
| 2021     | 17,14 m | Eugene   | 11-6-2021 | 16º         |
| 2019     | 16,28 m | Rieti    | 9-6-2019  | 135º        |
| 2017     | 16,13 m | Grosseto | 22-7-2017 | 166º        |

### Salto triplo indoor
| Stagione | Misura  | Luogo        | Data      | Rank. Mond. |
| -------- | ------- | ------------ | --------- | ----------- |
| 2023/24  | 17,03 m | Ancona       | 18-2-2024 |             |
| 2022/23  | 16,99 m | Fayetteville | 28-1-2023 | 9º          |
| 2021/22  | 16,83 m | Birmingham   | 12-3-2022 | 10º         |
| 2020/21  | 17,26 m | Fayetteville | 13-3-2021 | 4º          |
| 2018/19  | 15,87 m | Eaubonne     | 3-2-2019  |             |
| 2016/17  | 14,99 m | Bergamo      | 14-1-2017 |             |

## Palmarès
| Anno | Manifestazione  | Sede     | Evento       | Risultato | Prestazione | Note  |
| ---- | --------------- | -------- | ------------ | --------- | ----------- | ----- |
| 2017 | Europei U20     | Grosseto | Salto triplo | 6º        | 15,84 m     |       |
| 2021 | Giochi olimpici | Tokyo    | Salto triplo | 11º       | 16,52 m     | [ 6 ] |
| 2022 | Mondiali        | Eugene   | Salto triplo | 5º        | 17,17 m     | w     |
| 2022 | Europei         | Monaco   | Salto triplo | 9º        | 16,55 m     | [ 7 ] |
| 2023 | Mondiali        | Budapest | Salto triplo | 8º        | 16,91 m     |       |
| 2024 | Mondiali indoor | Glasgow  | Salto triplo | 5º        | 16,90 m     |       |
| 2024 | Europei         | Roma     | Salto triplo | 7º        | 16,92 m     |       |
| 2024 | Giochi olimpici | Parigi   | Salto triplo | 20º (q)   | 16,50 m     |       |

## Campionati nazionali
2014
- 6º ai campionati italiani allievi indoor, 400 m piani - 51"67
- Argento ai campionati italiani allievi, 400 m hs (84 cm) - 54"38

2015
- Argento ai campionati italiani allievi indoor, 400 m piani - 49"90
- Bronzo ai campionati italiani allievi, 400 m hs (84 cm) - 54"25

2016
- Eliminato in batteria ai campionati italiani juniores indoor, 400 m piani - 50"16
- 7º ai campionati italiani juniores, 400 m hs - 55"46
- Bronzo ai campionati italiani assoluti (Rieti), 4×400 m - 3'09"61

2017
- Bronzo ai campionati italiani juniores indoor, salto triplo - 14,84 m
- 11º ai campionati italiani assoluti indoor (Ancona), salto triplo - 14,76 m
- Oro ai campionati italiani juniores (Firenze), 4x100m - 41"58
- Argento ai campionati italiani juniores (Firenze), salto triplo - 15,96 m
- 9º ai campionati italiani assoluti (Trieste), salto triplo - 15,18 m

2019
- 6º ai campionati italiani assoluti indoor (Ancona), salto triplo - 15,81 m
- Bronzo ai campionati italiani promesse, salto triplo - 16,28 m

2021
- Argento ai campionati italiani assoluti (Rovereto), salto triplo - 16,65 m

2022
- Bronzo ai campionati italiani assoluti (Rieti), salto triplo - 16,81 m

2023
- Argento ai campionati italiani assoluti (Molfetta), salto triplo - 16,58 m

2024
- Argento ai campionati italiani assoluti indoor, salto triplo - 17,03 m

2025
- 4º ai campionati italiani assoluti indoor, salto triplo - 16,18 m